# Ngan Bun Klang Ban and Phanat Nikhom Basketwork Festival

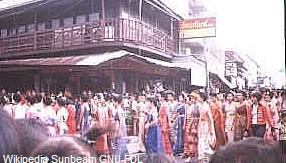

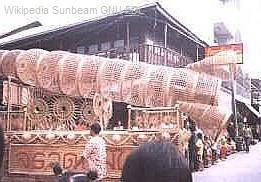

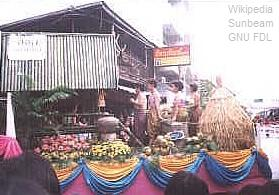

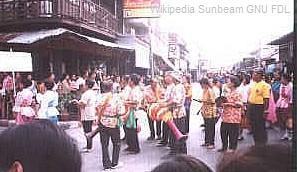

Ngan Bun Klang Ban and Phanat Nikhom Basketwork Festival (Thais: งานบุญกลางบ้าน และเครื่องจักสานพนัสนิคม) is een Thais openlucht festival dat gedurende drie achtereenvolgende dagen gevierd wordt in Phanat Nikhom, in de provincie Chonburi, Thailand.
In 1997 besloot het stadsbestuur van Phanat Nikhom een festival te organiseren om de drie grootste bevolkingsgroepen (Thai, Chinezen en Laotianen) dichter tot elkaar te brengen. Het festival sloeg zo aan dat het sindsdien elk jaar gevierd wordt op de 7e van mei. Het is een gecombineerd festival, waarbij traditioneel feest Ngan Bun Klang Ban, wat een  religieus feest is van de Ban Khung Taphao-bevolking en een vieringen van de mandenmakerij-industustrie van de Phanat Nikhom en omgeving zijn samengevoegd. Het festival wordt soms ook geduid als Bun Klang Baan of Bun Klang Ban.
In de ochtend wordt een grote optocht gehouden, waarbij groepen van elke beroepsgroep of vriendengroep in eigen Thaise klederdracht achter elkaar in een parade lopen of op een wagen rijden. Het is een kleurrijk geheel van versierde praalwagens.
De mensen van de parade en de toeschouwers komen tezamen in een groot park waar de officiële opening van het festival plaatsvindt. Hierna kan iedereen gratis eten en drinken halen bij de vele etenskraampjes. Er is een grote markt met verschillende extra goedkope goederen en een grote sectie waar prijsspelletjes gedaan kan worden zoals: met dartpijltjes op ballonnen gooien, bingo, knikkers slingeren, blikgooien etc… De festiviteiten gaan door tot laat in de avond. En herhalen zich (zonder de parade) de volgende twee dagen.